# Joaquim Carlos da Cunha Andrade

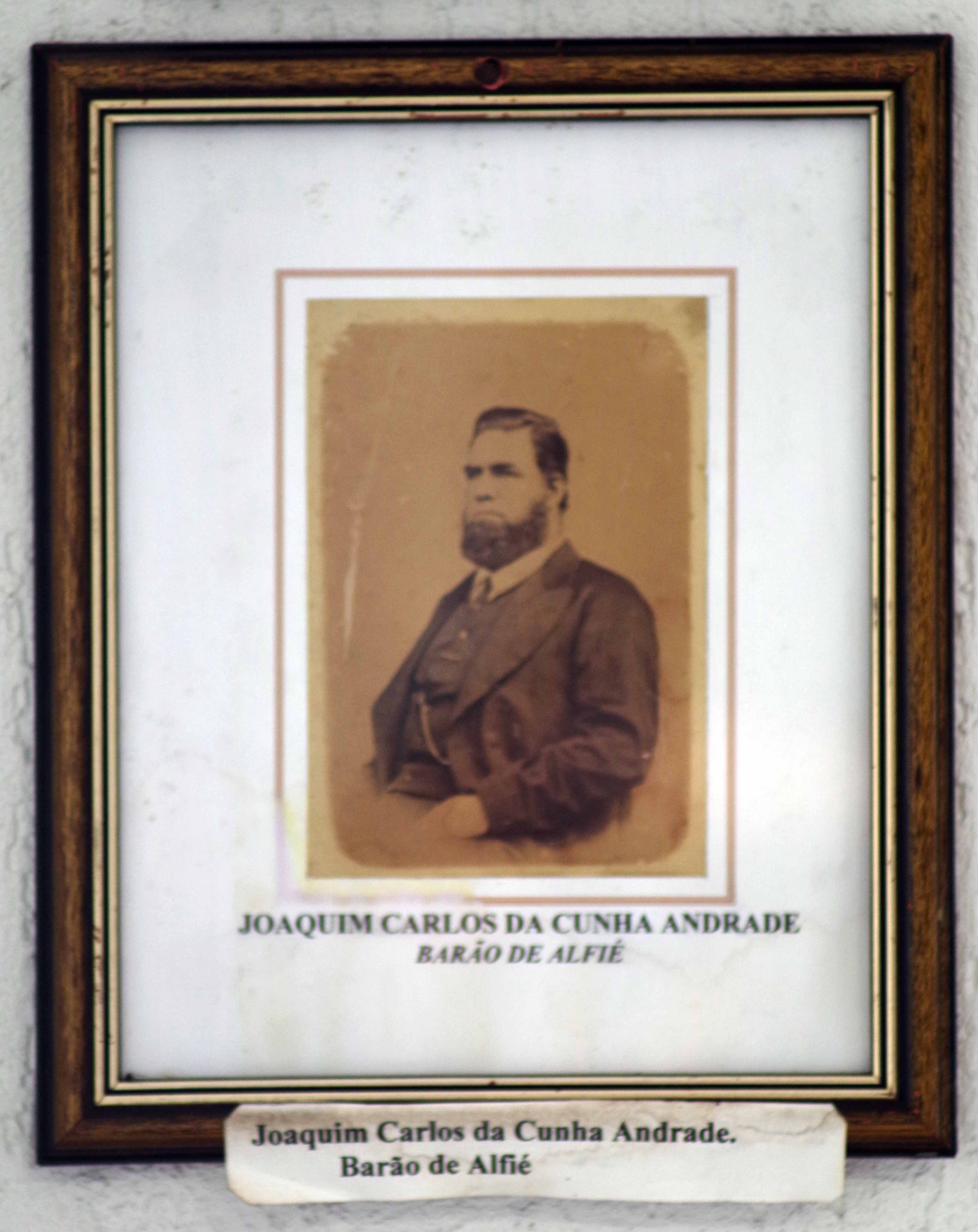
Barão de Alfié Joaquim Carlos da Cunha Andrade

Joaquim Carlos da Cunha Andrade, primeiro e único Barão de Alfié, (,  — nascido em Itabira em 1827 e faleceu a  27 de julho de 1881) foi coronel da Guarda Nacional.
Filho de  Cassimiro Carlosda Cunha Andrade e de Senhorinha dos Santos Alvarenga. Casou-se em primeiras núpcias com sua prima paterna  Maria Isidora de Andrade e em segundas com  Ana da Costa Lage prima de sua mãe. Foi o pai de Joaquim Carlos,  Cassimiro Carlos, quem construiu o sobrado posteriormente alcunhado Solar do Barão de Alfié, atualmente Hotel Itabira, o qual servira de residência para a família do nobre. 
O Barão de Alfié doou o terreno no bairro da Penha para a construção do novo Hospital Nossa Senhora das Dores em Itabira, bem como grande quantia para a edificação do mesmo, tendo este imóvel e numerário sido entregues por sua segunda esposa e viúva a Baronesa de Alfié.
Carlos Drummond de Andrade, natural de Itabira, inspirou-se no imóvel para escrever alguns de seus poemas. O sobrado se manteve entre os Paula Andrade, primos dos Cunha Andrade, por casamento entre Dr. Olinto Horácio de Paula Andrade e Senhorinha Maria de Andrade, sendo esta neta paterna do Comendador Cassemiro Carlos da Cunha Andrade e filha de Carlos Casimiro da Cunha Andrade e Ana Joaquina Martins da Costa. Dr. Olinto era primo-irmão do Barão de Alfié e tio avô de Carlos Drummond de Andrade; o mesmo foi juiz e deputado provincial, além de pai de Amariles de Paula Andrade, prima de Drummond e sua inspiração para a Lili do poema Quadrilha, além de ser a paixão de José de Andrade, irmão de Drummond.

## Títulos nobiliárquicos e honrarias
Título conferido por decreto imperial em 19 de julho de 1879. Faz referência a Santana do Alfié, então freguesia de Itabira e posteriormente distrito de São Domingos do Prata, localidade esta onde nasceu o pai do Barão de Alfié.